# Hanna Piekarska-Boniecka
Hanna Piekarska-Boniecka (ur. 17 lipca 1954 w Puszczykowie) – polska entomolożka, specjalistka w dziedzinie entomologii stosowanej i hymenopterologii; profesor nauk rolniczych.

## Życiorys
Uzyskała tytuł magistra inżyniera zootechniki na Wydziale Zootechnicznym Akademii Rolniczej w Poznaniu w 1979 roku. W 1985 roku odbyła staż naukowy w Instytucie Sadownictwa i Kwiaciarstwa w Skierniewicach. Stopnień doktora nauk rolniczych uzyskała na Akademii Rolniczej w Poznaniu w 1989 roku. Habilitowała się w dziedzinie nauk rolniczych na podstawie rozprawy Dynamika zgrupowań Pimplinae (Hymenoptera, Ichneumonidae) w krajobrazie rolniczym środkowej Wielkopolski 25 kwietnia 2006 roku na Akademii Rolniczej w Poznaniu. Uzyskała tytuł profesora nauk rolniczych 11 maja 2020 roku. Pracuje na Uniwersytecie Przyrodniczym w Poznaniu.
Hanna Piekarska-Boniecka specjalizuje się w entomologii stosowanej: prowadzi badania dotyczące szkodników roślin sadowniczych (m.in. zwójkowatych), a także w hymenopterologii: prowadzi badania faunistyczno-ekologiczne parazytoidów z rodziny gąsienicznikowatych.
Należy do: Polskiego Towarzystwa Entomologicznego od 1982 roku, Polskiego Towarzystwa Nauk Ogrodniczych od 2006 roku.

## Odznaczenia
- srebrny Medal za Długoletnią Służbę (2010)[2]

## Publikacje
Napisała kilkadziesiąt artykułów naukowych, jest współautorką kilku podręczników i kilkunastu prac popularnonaukowych, m.in.:
- Zwójka różóweczka – szkodnik upraw porzeczek (praca popularnonaukowa, „Poradnik Gospodarski” 4:16, 1994)[2]
- Kwieciak jabłkowiec (Anthonomus pomorum L.) – szkodnik jabłoni (praca popularnonaukowa, „Poradnik Gospodarski” 4:19, 1998)[2]
- Dynamika zgrupowań Pimplinae (Hymenoptera, Ichneumonidae) w krajobrazie rolniczym środkowej Wielkopolski (monografia, 2005)[2]